# General Studies
Im Bachelor-Studiengang sind an vielen Hochschulen so genannte General Studies integriert, die zusätzlich zu den Fächern absolviert werden. In diesem Bereich sollten Studenten die Möglichkeit erhalten, über die fachwissenschaftliche Ausbildung hinaus weitere (nicht nur) berufsqualifizierende Schlüsselqualifikationen zu erwerben sowie Veranstaltungsangebote aus verschiedenen Fachbereichen jenseits ihrer studierten Fächer wahrzunehmen. 

## Gebiete
Dafür stehen in vielen Hochschulen Lehrangebote aus z. B. den folgenden Gebieten zur Wahl:
- Fremdsprachen (z. B. Sprache und Kultur, Fachsprachen)
- Informationstechnologien/EDV (z. B. professionelle Textverarbeitung, Präsentationsprogramme, Datenbanken, Einführung in Internettechnologien)
- Präsentation, Kommunikation und Argumentation (z. B. Rhetorik, Selbstorganisation, Mediensprechen)
- Veranstaltungen aus benachbarten Fächern
- Praktikum.